# St. Johannis (Petersdorf)

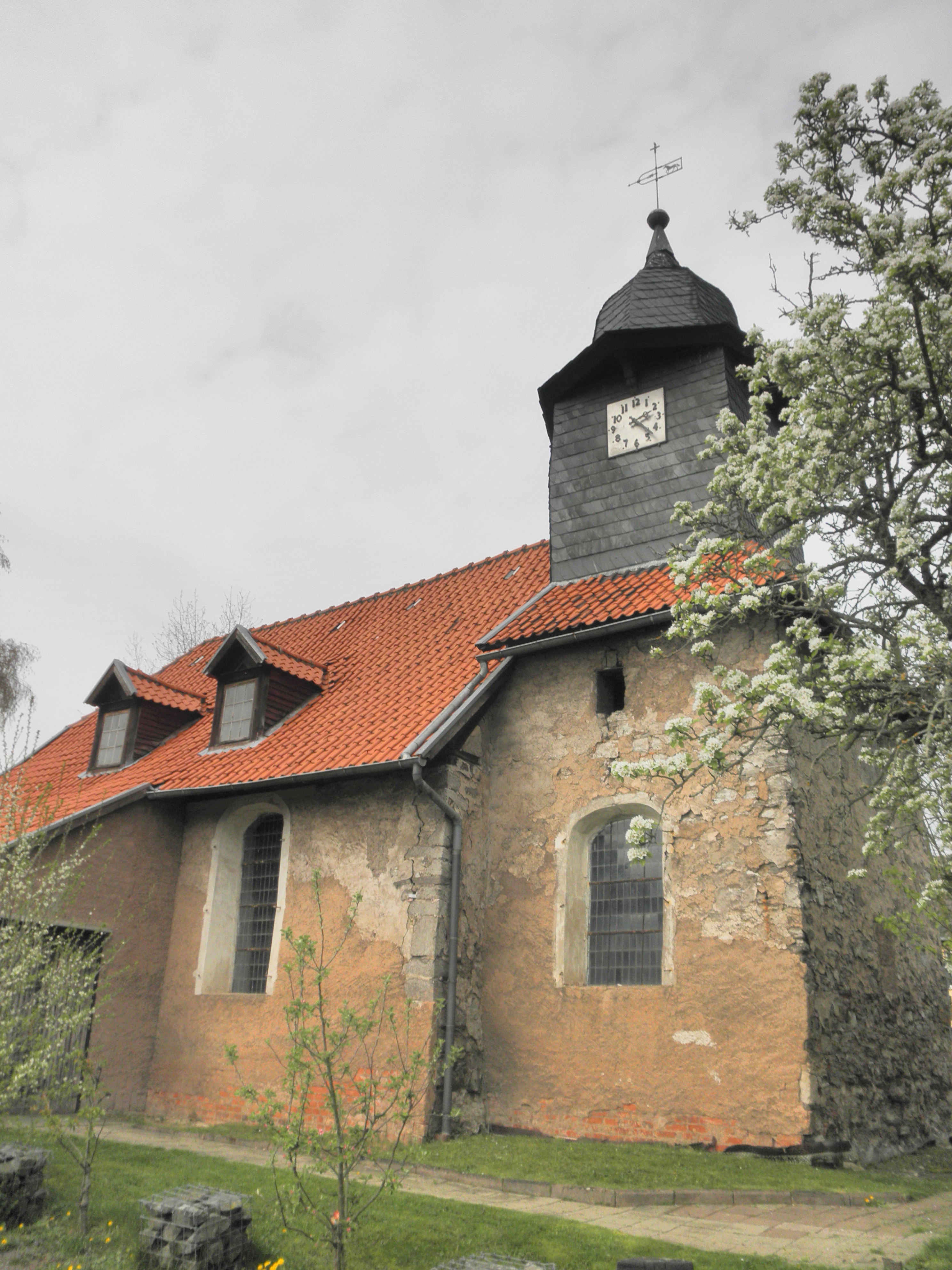
Kirche St. Johannis (von Südosten)

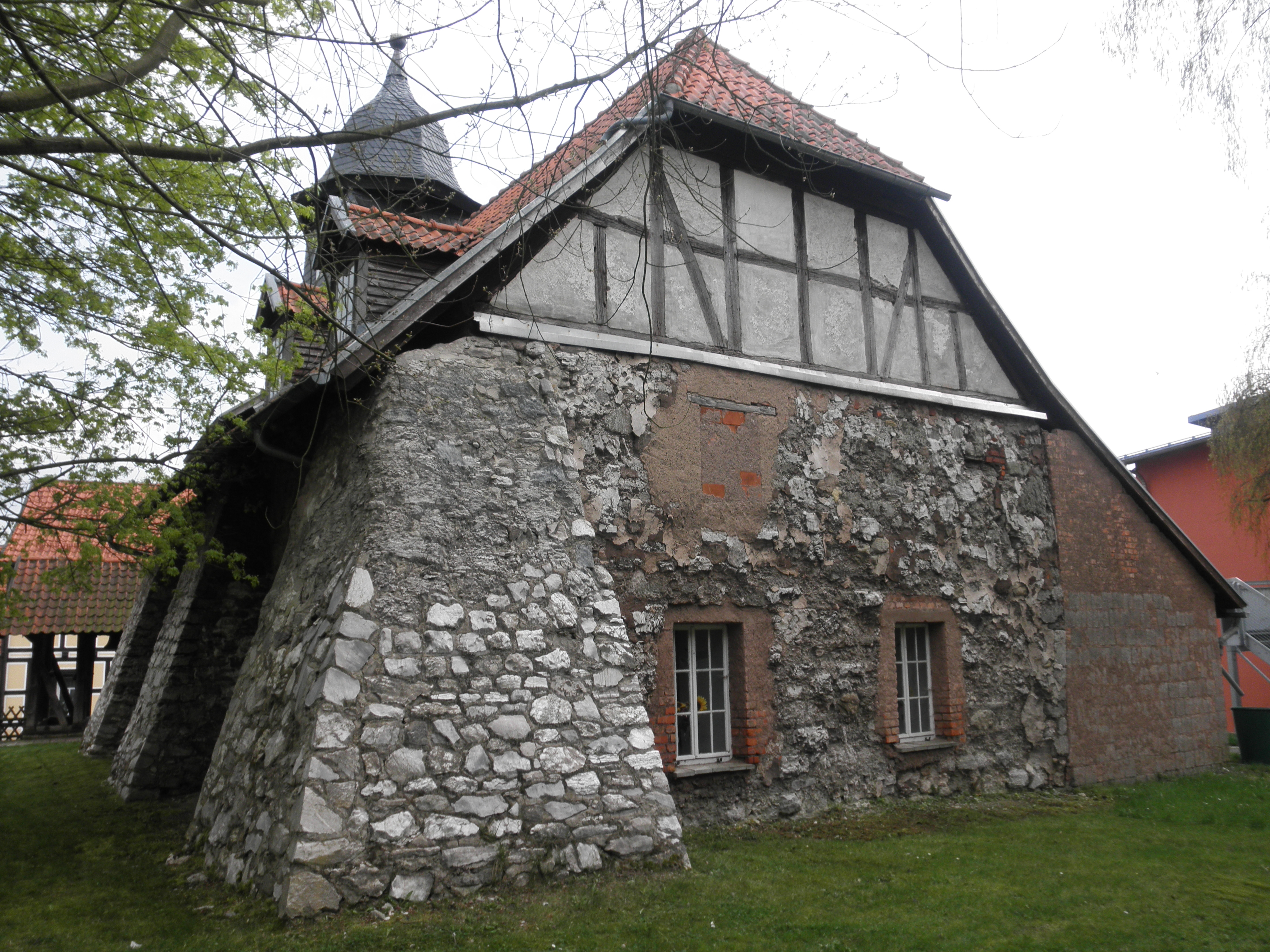
Kirche St. Johannis (von Westen)

Die evangelische Dorfkirche St. Johannis steht im Ortsteil Petersdorf der Stadt Nordhausen im Landkreis Nordhausen in Thüringen. Die ansässige Kirchengemeinde vor Ort wird vom Pfarramt Krimderode-Niedersachswerfen im Kirchenkreis Südharz der Evangelischen Kirche in Mitteldeutschland betreut.

## Geschichte
Die Dorfkirche liegt im Tal an einer Serpentine der im Ort durchgehenden Straße nach Hasselfelde.
Der älteste Teil ist der quadratische Kirchturmsockel, auf dem der nach Osten aufgebaute Turm steht. Die Kirche und der Turm sind aus Gips- und Anhydritbruchsteinen errichtet, die jedoch überwiegend mit Putz verdeckt sind. Die Kirche wurde im Dreißigjährigen Krieg zerstört und danach in der heutigen Gestalt wieder aufgebaut. Schriftliche Daten sind nicht erhalten.
Der zerstörte Turm wurde nicht wieder aufgebaut, sondern ein barocker Dachreiter mit verschiefertem Fachwerk über dem Turmsockel errichtet.

## Kirchenschiff
1964 und 1965 wurden die Emporen abgerissen und eine Winterkirche eingerichtet. Das Tonnengewölbe erhielt eine bessere Verblendung; die Wände wurden verputzt und geweißt sowie der Chor neu gestaltet.
Der Kanzelaltar mit seinen Figuren und Schmuckwerk wurde angemessener in dem Raum postiert, der Altarkorb neu gestaltet und das Triptychon mit dem verloren gegangenen Seitenflügel ergänzt. Zudem wurde das Kirchengestühl erneuert und das Grabgewölbe versiegelt.
Anstelle des Harmoniums trat eine neue Orgel aus Potsdam.
Nach 1905 besaß die Kirchgemeinde drei Glocken. Zwei davon wurden für Kriegszwecke eingeschmolzen, die um 1920 ersetzt wurden. Die Turmuhr aus dem Jahr 1936 besitzt ein mechanisches Wochenuhrwerk.
Nach der politischen Wende wurden die Sanierungs- und Sicherungsarbeiten vollendet.